# 2-е Тукатово
2-е Тукатово (баш. 2-се Түкәт) — деревня в Кугарчинском районе Республики Башкортостан Российской Федерации. Входит в состав Нукаевского сельсовета. 

## География

### Географическое положение
Расстояние до:
- районного центра (Мраково): 30 км,
- центра сельсовета (Нукаево): 14 км,
- ближайшей ж/д станции (Мелеуз): 114 км.

## Население
| 2002 | 2009 | 2010 |
| ---- | ---- | ---- |
| 31   | ↘25  | ↘19  |

Национальный состав
Согласно переписи 2002 года, преобладающая национальность — башкиры (97 %).